# 伊良原村
伊良原村（いらはらむら）は、福岡県京都郡にあった村。現在の京都郡みやこ町の一部にあたる。

## 地理
祓川の上流域に位置していた。

## 歴史

### 沿革
- 1889年（明治22年）4月1日 - 仲津郡下伊良原村、上伊良原村、扇谷村、帆柱村が合併して村制施行し、伊良原村が設立[1][2]。
- 1896年（明治29年）4月1日 - 郡の統合により京都郡に所属[1][3]。
- 1926年（大正15年）- 電灯点灯[1]
- 1936年（昭和11年） - 電話開通[1]
- 1956年（昭和31年）9月30日 - 京都郡犀川町に編入され廃止[1][2]。

### 地名の由来
イラ草が繁茂する原の意味。

## 産業
- 農業、林業[1]。

## 交通

### 路線バス
- 1923年（大正12年）- 伊良原～犀川間運行開始[1]
- 1926年（大正15年）- 帆柱～行橋間運行開始[1]

## 教育
- 1893年（明治26年）- 伊良原小学校（現：みやこ町立伊良原小学校）が洪水で流失[1]。
- 1896年（明治29年）- 伊良原小学校新校舎竣工[1]
- 1946年（昭和21年）- 伊良原小学校焼失[1]
- 1948年（昭和23年）- 伊良原小学校再建[1]